# Чёрный отряд
«Чёрный отря́д» (англ. the Black Company) — серия из одиннадцати романов в жанре тёмного фэнтези, написанная Гленом Куком в период с 1984 по 2018 годы. Серия рассказывает об истории отряда наёмников — Чёрного Отряда.

## Книги
Книги Севера
1. Чёрный отряд (англ. the Black Company) — май 1984
2. Замок Теней (англ. Shadows Linger) — октябрь 1984
3. Белая роза (англ. the White Rose) — апрель 1985

Спин-офф
1. Серебряный клин (англ. the Silver Spike) — сентябрь 1989

Книги Юга
1. Игра теней (англ. Shadow Games) — июнь 1989
2. Стальные сны (англ. Dreams of Steel) — апрель 1990

Сверкающий камень
1. Суровые времена (англ. Bleak Seasons) — апрель 1996
2. Тьма (англ. She is The Darkness) — сентябрь 1997
3. Воды спят (англ. Water Sleeps) — март 1999
4. Солдаты живут (англ. Soldiers Live) — июль 2000

Интерквел
1. Портал теней (англ. Port of Shadows) ноябрь 2018

Рассказы
1. "Shaggy Dog Bridge" (May 2013)
2. "Bone Eaters" (March 2015)
3. "Chasing Midnight: The Dark Lord as a Teen" (November 2019)
4. "Cranky Bitch" (March 2021)
5. "Leta of the Thousand Sorrows or The Triumph of Ruin" (february 2022)

Не окончено
1. A Pitiless Rain[1]

## Сюжет
Чёрный Отряд вынужденно предает своего нанимателя, дабы уцелеть в ходе восстания и освобождения оборотня-леопарда (форвалаки) в городе Берилл. Предательство происходит по договоренности с некой загадочной личностью в чёрном, говорящей множеством голосов. Как выясняется, данный человек — Ловец Душ (Soulcatcher), один из десятерых Поверженных, могучих темных магов, порабощенных Властелином в седой древности. Отряд оказывается втянутым в сеть интриг, которые плетут Взятые и Леди, и одновременно — в войну с мятежниками, сражающимися под знаменем Белой Розы, которая в прошлом смогла сковать в могиле Властелина, его жену Леди (Госпожу) и всех Взятых (Поверженных), и которая должна возродиться для окончательной победы над злом.
К отряду присоединяется Ворон — человек с темным прошлым, враг Хромого (еще одного Поверженного). Когда Отряд проходит через деревушку, они спасают глухонемую девочку, которая, как выясняется много позже, является воплощением Белой Розы, но почти никто не догадывается, кто она на самом деле. К ней очень привязывается Ворон, который также становится другом Капитана.
В ходе боевых действий, удается захватить документы Боманца, колдуна который якобы воскресил Леди и Поверженных. В них должно содержаться истинное имя Ловца Душ, а также Хромого и еще некоторых Поверженных, а также (возможно), и самой Леди. Госпожа начинает интересоваться Костоправом, и поручает ему и Ворону перехватить и уничтожить Хромого во время его встречи с генералом повстанцев Шелест (Шёпот), одной из магов Круга.
После завершения операции, Хромой уличен в предательстве и почти мёртв, и Госпожа делает новую Поверженную из Шёпот (с которой встречался Хромой).
В конце концов после ряда поражений Отряд оказывается зажат с армией Империи возле Башни — резиденции Госпожи. Там происходит кровавая и ожесточенная битва. Выясняется также, что форвалка убившая Старшину и брата Одноглазого (отрядного мага, одного из четырех) — Там-Тама — на самом деле была Меняющим Облик — еще одним Поверженным, другом Ловца Душ. По ходу боя некоторые поверженные гибнут, а некоторые инсценируют свою смерть, а Ловец предает Госпожу. Леди и Костоправ убивают её, но не уничтожают, и Госпожа рассказывает что Ловец — её сестра. Ворон узнает о том кто такая Душечка и дезертирует из Отряда, забрав её с собой, как только мятежники терпят поражение в битве у Башни
Чёрный Отряд перебрасывается в Курганье с тем чтобы оценить обстановку. Костоправа и ещё некоторых ветеранов перевозят Поверженные на летающих коврах, остальная часть пешком идёт через пол-материка. Однако вскоре по прибытии на место, Отряд передислоцируют в Арчу, город у моря на северо-западе материка. Костоправ и ядро Отряда опять перевозятся Поверженными, а остальные, ещё не дошедшие в Курганье должны будут идти пешком. В Арче тем временем в трактире «Железная лилия» живут Ворон с Душечкой, полагающие что они забрались достаточно далеко от Леди и её псов и теперь в безопасности. Владелец заведения, Каштан Шед, по уши в долгах, а Ворон — единственный постоянный клиент. В трактире умирает один из постояльцев, и его нужно отдавать местным служителям религии — Хранителям, чтобы они отправили труп в Катакомбы, приложив к нему кулон с монетой для проезда в рай - таково правило здешней религии... Однако Ворон предлагает Шеду отдать тело не Хранителям Катакомб для упокоения, а ему. Шед соглашается, и Ворон, сбыв тело в местной достопримечательности — Чёрном замке — приносит трактирщику немалые деньги. Шед с Вороном начинают торговлю трупами. Постепенно, Шед начинает выпутываться из долгов, однако его кредитор скупает всё новые и новые долговые расписки с тем, чтобы в конце концов прибрать к рукам таверну «Лилию», для которой он даже нашел покупателя. Ворон вмешивается в этот конфликт, и это приводит к тому, что Крейг (кредитор Шеда) предпринимает попытку убить Ворона. Вдвоём с трактирщиком они устраивают засаду и уничтожают большую часть шайки Крейга, включая его самого. Трупы отправляются во всё тот же Чёрный замок. Тем временем, в результате расследования Отряда обнаруживается связь Ворона и Замка. С самого верха приходит указание остановить трупный бизнес так как он может привести к выходу Властелина через Черный Замок на волю. Ворон, Шед и Аза (трусливый приятель Шеда) предпринимают набег на Катакомбы с целью выпотрошить монеты из "проездных" кулонов мертвецов. В отличие от предыдущих вылазок Азы, этот набег отличается размахом, кроме того, помимо кулонов крадутся и трупы, так как их продажа - очень прибыльное дело. Аза получает ранение, но Шед не даёт Ворону продать и его. Об этой авантюре узнают Хранители и приступают к поискам святотатцев. Однако, братья Отряда не заинтересованы в том, чтобы Ворон был пойман властями... Ворон узнёт о приходе Отряда и вместе с Душечкой тайно отплывает на юг через море в большой портовый город. Шед поправляет свои дела, однако "благодаря" своему характеру умудряется быстро опять влезть в долги. Брат Шеда проигрался и был пойман на воровстве его денег, за что и отправляется вслед за многими другими трупами. Однако, находится свидетель убийства. Впрочем, он не рассказывает всё законникам, а начинает шантажировать трактирщика, и его участь аналогична участи брата Шеда. Шед попадает в западню которую готовит приемник Крейга — другой ростовщик. Он клюёт на удочку подосланной ему женщины, и вновь влазит в долги. Впрочем, его работница Лиза сообщает ему об этом и жители Чёрного Замка радуются привезённой им живой добыче. Они пытаются открыть портал, но им немного не хватает сил. Нанятая вместо Душечки служанка Лиза узнаёт о занятии Шеда и становится его напарницей по трупному бизнесу. Тем временем Отряд блокирует доступ к замку, и ловит эту парочку во время первого же визита.
Твари из Чёрного замка становятся настолько наглы, что атакуют Поверженных и уничтожают одного. Впрочем, это — новые, скороспелые маги, тень эпических злодеев прошлого, след которых обрывается в битве с мятежниками в первой книге. Начинается осада Замка. Со всех концов Империи прилетают Поверженные всех мастей, прилетает и Леди. Капитан и основная часть отряда прибывают на место. Костоправ и несколько ближайших его друзей знают тайну, за которую Леди может разрушить целые государства: Душечка - это будущая Белая Роза... И малейшее подозрение к ним чревато полным уничтожением всех братьев. 
Осада идет полным ходом, но Перо и Шёпот всё равно находят время плести интриги против Отряда. Капитан узнаёт об этом и приказывает Костоправу собрать ветеранов и смыться пока все слишком заняты Замком. Сам же он угоняет последний летающий ковёр и разбивается на нём, уничтожив единственное средство, на котором можно быстро догнать отплывших на юг братьев. Однако на юге ветераны обнаруживают новый Чёрный Замок, уже за морем, быстро растущий, так как на этот раз твари сами собирают трупы и живых людей, не ожидая, пока им принесут. Становится моральная дилемма: тихо скрыться, или обнаружить себя, но не дать развиться новому порталу Властелина? Костоправ сообщает об этом Леди, и она начинает операцию по уничтожению нового маленького замка а также всех «семян», которые могут стать новыми Замками. Тем временем Хромой по собственной инициативе пытается догнать и уничтожить Отряд, однако хитрость и манёвр, не раз спасавшие Отряд, делают своё дело: в схватке Поверженный превращается в мясную нарезку - братья Отряда на этот раз уверены, что избавились от старого врага... Леди могущественна, но разве ей под силу воскресить искромсанный труп Хромого?
После побега из Арчи преследуемый отрядом Ворон пытается инсценировать свою гибель, но его уловка разоблачена и вот финал:
похоже, на этот раз глупая смерть в общественной бане действительно нашла этого мрачного головореза, хотя мнительный Костоправ и не до конца в это верит... Но по крайней мере, свидетели уверены, и главное - теперь есть кому заботиться о Душечке.
Отряд сообщает Душечке о её роли и они решают вместе скрываться от Леди и её приспешников. Они знают пророчество - Империя падёт в год Кометы, а до него ещё 26 лет. Слишком долго, не правда ли? Но кто знает будущее...

## Мир «Чёрного Отряда»

### Владычество (до начала серии)
Фоном для событий «Чёрного отряда» является происходившее за несколько веков до начала действия книг — «Эпоха Владычества», правление могучего мага, известного как Властелин. С помощью своей жены, известной как Госпожа (в первом переводе — Леди), он построил мощную жестокую империю. В качестве своих ближайших помощников Властелин использовал десять самых сильных волшебников своего времени, волю которых он поработил с помощью тёмных ритуалов, сделав из них Десять Взятых (Десять Поверженных) — во всём подвластных ему рабов.
В ту же седую древность Владычество было свергнуто восстанием Белой Розы, легендарной народной любимицы, поднявшей крестьянские массы на войну и заключившей далеко в северных лесах Властелина, Госпожу и Десять Взятых в склепы Курганья, окружённые особой магической защитой, духами сторожей, и ловушками. В течение веков небольшая секта воскресителей безуспешно пытается прорвать эту защиту, чтобы вернуть Властелина в мир живых.
Но со временем внимание людей к Курганью ослабевает, давно ушла в прошлое Белая Роза, река подтачивает насыпи, охранное колдовство вокруг древних могил начинает истончаться, ослабевает и бдительность погрязших в коррупции гарнизонов «Вечной Стражи». Проходит несколько веков. Забываются старые ужасы, былая пора Владычества становится модной, на фоне современных лишений активизируются секты воскресителей. Волшебник Боманц, как и многие другие романтики, очарован образом Госпожи. Он положил всю тайную часть своей жизни на изучение способов проникновения в Курганье. Будучи уже в преклонном возрасте, он достигает некоторого успеха и вступает с объектом своих фантазий в ментальный контакт, пройдя сквозь ловушки в склеп, но именно в это время воскресители, следя за его действиями, используют их и добиваются своего. Инициируется освобождение пленников из их могил. Первой пробуждается Госпожа, она тут же останавливает воскресителей и уничтожает их, но позволяет очнуться Десятерым Взятым, не дав, однако, освободиться из магических оков своему мужу, Властелину. Подавляющее превосходство магической мощи Госпожи над Взятыми не оставляет тем никакого выбора, кроме как присягнуть ей на верность. Насколько воля Властелина была сильней воли Госпожи, настолько же её собственная воля сильнее воли её новых слуг, а те, в свою очередь, настолько же сильнее любого другого колдуна во всём мире.
Немедленно после своего воскрешения Госпожа начинает воссоздавать заново порядки древней империи, теперь уже с собой во главе. Охрана Курганья восстановлена, стражи и ловушки перезаряжены, отряды «Вечной Стражи» в ближайших гарнизонах мобилизованы и вооружены. Теперь все охраняют только одного пленника — Властелина, и только для того, чтобы он, уже пробудившийся, не выбрался из оков своей могилы.
Властелин не оставляет надежды вырваться. Ради этого он не останавливается ни перед чем, даже из мира мёртвых проводя на земле тайные тёмные ритуалы со множеством человеческих жертвоприношений через своих верных приспешников. В случае своего успеха Властелин установит куда более жестокий режим, чем Госпожа, и утопит весь мир в крови.

### Империя Госпожи (состояние на начало серии)
Страна Госпожи сотрясается перманентной войной. Простолюдины,подстрекаемые Кругом Восемнадцати и стеснённые жёсткими порядками, объединяются в боевые отряды. На начало серии книг повстанцам удаётся собрать наиболее боеспособные силы, пожалуй, со времён легендарной победы над царством Властелина. Во главе их стоят 18 волшебников средней руки, которые командуют армиями и планируют операции. Прикрываясь красивыми словами о свободе и скором пришествии Белой Розы которая победит Госпожу, Круг воюет за власть методами которые ни чуть не лучше тех, что используют правительственные войска. А некоторые из членов Круга находятся под контролем Властелина.
Верные правительственные отряды, выступающие на стороне закона, не успевают тушить восстания во всех частях страны. Ими командуют Десять Взятых. Но даже их силы не справляются с постоянно возникающими очагами мятежа. Почти каждый житель — потенциальный повстанец. В таких условиях Госпоже требуются лучшие наёмные солдаты, как бы дорого они не стоили, чтобы держать ситуацию под контролем. Таким отрядом и является Чёрный Отряд, который вербуют далеко за морем, в вольном городе Берилл. В качестве нанимателя выступает один из Взятых — Душелов, приплывший на большом боевом корабле в гавань Берилла. Так как отряд уже служит правителю (синдику) города, Душелов, не чураясь грязных трюков, ставит наёмников в безвыходное положение и заставляет их предать своего прошлого нанимателя.
Теперь Отряду, с этого времени подчиняющемуся командованию Душелова, предстоит отплыть через Море Мук далеко на север, чтобы бороться там с повстанцами и охотиться на их главарей во имя Госпожи и за её золото. Мало кто в этот момент знает, что наступила эпоха Приближающейся Кометы. Той же кометы, которая светила в небе века назад, в тот момент, когда пала империя Властелина.

### Хатовар (начиная с пятой книги)
После поражения Властелина Чёрный Отряд уходит на юг, как можно дальше от его бывшей империи. Отряд находит Хатовар, но возвратиться в него не может по ряду некоторых причин. Со временем воины узнают жуткую правду о истинном происхождении как своего отряда, так и остальных Вольных Отрядов Хатовара.
На пути в Хатовар им приходится столкнуться с могущественными Хозяевами Теней, сеящими вокруг себя ужас. Эти колдуны искусно управляют Тенями из другого мира, смертельными для всего живого на земле.
Сияющая равнина - гигантский артефакт, Мост Миров, по которому торговцы, авантюристы, паломники и воины совершали свои путешествия между мирами.
Другой угрозой становятся адепты тёмного культа Душил (Тоога, Туга), стремящиеся приблизить наступление Года Черепов и воскресить свою тёмную покровительницу богиню Кину (Хади) с помощью её духовной дочери - Дщери Ночи, воплощённую в ребёнка.

### Анналы
Важную роль в жизни Отряда, которому по меньшей мере уже четыре сотни лет, играет его летопись. Со времён образования и до настоящего времени все важные события должны были быть отражены на страницах анналов. Один из бойцов всегда выступает в качестве отрядного летописца. Эта должность - одна из самых уважаемых во всём отряде. Дело в том, что, по одной из традиций, летописец обязан упоминать вступление каждого бойца, а также каждую гибель. Вероятно, с течением времени в отряде сформировалось общее поверье, что тот, кто будет занесён в анналы, не проживёт свою жизнь напрасно.
Этому способствует и другая традиция. В редкие минуты затишья между схватками всё сообщество вояк собирается в укромном месте и слушает, как очередной летописец зачитывает очередные старые листки анналов про славное или удручающее прошлое их собственного отряда.
Несмотря на трепетное отношение к анналам, некоторые части из них были утеряны в разные годы существования отряда, особенно в самые тяжёлые времена, когда отряд был на грани уничтожения. Легенды гласят, что в одной из таких передряг первая часть летописи, описывающая самое начало жизни подразделения, оставлена в тайнике далеко-далеко на юге при отступлении.
На момент начала серии отрядным летописцем является главный герой — Костоправ. Он лучше других знает историю общего подразделения, часто заглядывая в древние листки, ища в них ответы и утешения. Проникшись ответственностью прошлых летописцев, он старается лезть на самые опасные задания, даже несмотря на то, что по его же словам не является умелым воином, а завербован в качестве отрядного лекаря. Он считает своим прямым долгом описать каждую смерть своих товарищей в анналах, которые теперь ведёт он сам.
Название серии книг позволяет считать, что читатель держит в своих руках как раз эти самые Анналы Чёрного Отряда.

## Основные персонажи
В связи с тем, что перевод осуществлялся большим количеством людей, некоторые имена собственные в русском переводе от книги к книге разнятся. Это касается как Взятых-Поверженных в ещё одной трактовке ритуала, так и имени главного персонажа. Его можно перевести как омоним Каркун, или как жаргонизм Croaker.

### Книги Севера

#### Члены отряда
| Имя по-английски | Имя по-русски (СЗ) | Имя по-русски (TF) | Должность                                                                | Происхождение прозвища                                                                        | Комментарии | Гибель |
| ---------------- | ------------------ | ------------------ | ------------------------------------------------------------------------ | --------------------------------------------------------------------------------------------- | --- | --- |
| The Captain      | Капитан            | Капитан            | Командир отряда                                                          | Как давний командир отряда                                                                    | «Капитан родился в одном из Самоцветных городов. Он был профессиональным солдатом. Что-то перевернуло его личную жизнь. Вероятно, женщина. Он наплевал на контракт и на титулы и стал бродягой, а через некоторое время связался с нашей компанией духовных изгнанников.» | Погиб под Можжевельником (Арча, Джунипер), прикрывая бегство отряда |
| The Lieutenant   | Лейтенант          | Лейтенант          | Заместитель Капитана, после гибели которого становится командиром        | Как давний заместитель, номер второй после Капитана.                                          | В молодости - моряк. Знаток осадного дела | Убит Властелином в Курганье |
| Croaker          | Каркун             | Костоправ, Ворчун  | Врач и летописец. После гибели Лейтенанта - командир отряда              | Каркун (Ворчун) - из-за пессимизма в высказываниях, Костоправ - по должности отрядного лекаря | Как летописец являлся офицером. Три первые книги написаны от его имени | В десятой книге он меняется телами с демоном и сам становится полубогом. |
| One-Eye          | Одноглазый         | Одноглазый         | Колдун                                                                   | Имел только один глаз                                                                         | Брат Там-Тама. Негр. Всё время ходил в старой грязной шляпе. Убил Меняющего Облик (одного из 10 Взятых), отомстив за смерть брата. Так же убил Несущую Бурю, тоже одну из 10 Взятых. При битве с Властелином лично вогнал в него Серебряный Клин.                         | Убит в Стране Неизвестных Теней оборотнем, ученицей Меняющего Облик.(Книга Солдаты Живут) |
| Tom-Tom          | Том-том            | Том-Том, Там-там   | Колдун                                                                   | От барабанчика, с которым никогда не расставался.                                             | Брат Одноглазого, на год его младше. | Убит оборотнем в Берилле (в начале первой книги) |
| Silent           | Немой              | Молчун, Немой      | Колдун                                                                   | Из-за строго соблюдавшегося обета молчания                                                    | Из отрядных колдунов наиболее близок к тёмной магии. Покинул Чёрный отряд после победы над Властелином, оставшись с Душечкой, которую любил. Именно он низвергает Госпожу, нарушив свой обет молчания и назвав её Истинное Имя во время последней схватки с Властелином.  | Убит Взятым Хромым под Веслом |
| Goblin           | Гоблин             | Гоблин             | Колдун                                                                   | Из-за визуального сходства                                                                    | Маленького роста, в некоторых книгах - лысый и полноватый | Погиб в пещерах Сияющей равнины, сражаясь с Киной. Впоследствии возвращается, как её агент, но усилиями своих братьев (и с помощью легендарной шляпы Одноглазого) частично восстанавливает свою нормальную сущность. В последней схватке с Киной гибнет при попытке пронзить её копьём Одноглазого, когда Костоправ активирует самоуничтожение летающего устройства, на котором летел Гоблин. |
| Raven            | Ворон              | Ворон              |                                                                          |                                                                                               | Загадочный дворянин (Барон Корвус) из города Опала, лишившийся всего из-за конфликта с Взятым Хромым. Дезертировал из отряда во имя "высоких целей": скрыть ото всех истинную сущность спасённой им девочки - будущей Белой Розы и подготовил ту к её миссии              | Убит под Веслом повстанцами, после того, как завладев Серебряным Клином стал одержимым Властелином |
| Elmo             | Элмо               | Эльмо              | Сержант                                                                  |                                                                                               | Лучший друг Каркуна/Костоправа | Погиб в Курганье во время схватки с живым Властелином. |
| Murgen           | Мурген             | Мурген             | Знаменосец. После избрания Костоправа капитаном - летописец              |                                                                                               | Несмотря на то, что появляется только в третьей книге, причём, как «мальчишка», о его предшественниках-знаменосцах никогда не упоминается | Погиб во время одной из атак Таглиоса. |
| Hagop            | Хагоп              | Ведьмак            |                                                                          |                                                                                               | Следопыт. Ветеран отряда, раненый бессчётное количество раз | Умер от старости в Стране Неизвестных Теней |
| Otto             | Масляный           | Масло              |                                                                          |                                                                                               | Ветеран отряда, раненый бессчётное количество раз | Умер от старости в Стране Неизвестных Теней |
| Sleepy           | Соня               | Дрёма              | После заточения основной части отряда стала Капитаном-Летописцем Отряда. | Из-за шрама казалось, что её глаза прикрыты и она дремлет                                     | Молодой парнишка, которого спас и взял под покровительство Бадья - один из членов отряда. Претендовал на роль Знаменосца, вместо Мургена. Впоследствии оказался девушкой. Книга "Воды спят" написана от её лица. Некоторое время фактически руководила отрядом            | Погибла во время штурма Таглиоса. |

#### Примкнувшие к отряду
- Душечка — глухонемая девочка, найденная Отрядом в захваченной войсками Хромого мятежной деревне. Подверглась насилию. Была освобождена и попала под протекторат Ворона. Любимица отряда, абсолютно позитивный человек несмотря на все невзгоды. Создаёт вокруг себя зону безмагии. Является перевоплощением Белой Розы. В концовке книги «Серебряный клин» предпочла жизнь обычной крестьянки на ферме.
- Госпожа (в других переводах — Леди) — могущественная волшебница, жаждущая всевластия и бессмертия. Противостоит возрождению своего мужа Властелина, отчего постепенно истребляет неугодных ей Взятых, желающих обратного. После близкого с ней знакомства, Костоправ обнаруживает, что она гораздо человечнее и уязвимее, чем пытается казаться, и что тьма в ней постоянно борется со светом, и именно поэтому владычество Госпожи не превратилось в новую эпоху террора.

### Первые Десять Взятых
Могущественные маги прошлых лет. За свои таланты отобраны Властелином в качестве верных слуг. Каждый из них (кроме, возможно, Ловца Душ) был побежден, а затем повергнут Властелином. Отныне их могущество служило ему. Несмотря на то, что Госпожа помешала воскрешению мужа и оставила его в могиле, все равно обладал властью над Взятыми. В книгах севера добивались вызволения Властелина, после его заточении в Серебряном клине, плели интриги против Госпожи ради власти.
- Дробящий кости (Костоглод) — обладает огромным ростом (8 футов), могучим телосложением (600 фунтов чистых мускулов) и большой силой. Костоглодом его называли из-за огромной силы. Смог удержать в захвате форвалаку (оборотня, который невероятно силён и быстр). Рот напоминает крокодилью пасть, глаза поросячьи.
- Хромой (он же затем Плетёный) — Прозван из-за хромоты. Предпочитает одежду коричневого цвета. По-видимому, самый могущественный маг из десяти. Известно, что он занимал очень высокое положение при дворе Властелина, так же ему была доверена «гвардия с рыцарями и лордами» во время последней битвы Империи. Наиболее верный из Взятых Империи, а затем Госпоже. По-видимому, именно с его помощью Госпоже удалось удержать Властелина в могиле. В качестве благодарности Госпожа доверила ему самую крупную армию против повстанцев «Белой Розы», её главной угрозы.
  - Был заподозрен Госпожой в предательстве, но позже реабилитирован. Дважды был убит Чёрным Отрядом и лишь на третий раз окончательно (об этом рассказывается в книге «Серебряный клин», для чего понадобилась вся мощь империи).
- Ревун — получил/а своё прозвище, из-за издаваемого им/ею рёва (зачастую неконтролируемого). Большой мастер по созданию летающих ковров. Возможно, женщина, так как ростом примерно с ребёнка и закутывается в слои из полупрозрачной ткани цвета индиго. Убит/а на Юге в ловушке, которую организовал Могаба.
- Крадущийся в ночи (Ночная Ящерица) — внешний вид неизвестен. Убит повстанцами во время осады Башни Госпожи.
- Душелов (Ловец Душ) — первый наниматель отряда. Мастер интриги. Костоправ в своих Анналах нередко характеризует её как наиболее человечного из Взятых, постоянно интригует, ослабляя власть Госпожи. Последняя никогда ей не доверяет крупные посты или войска. Носит чёрные кожаные одежды, закрывает лицо маской-морионом, говорит множеством голосов — считается, что это голоса пойманных ею душ. Родная сестра Госпожи (Леди), постоянно стремящаяся свергнуть её, она глава заговорщиков, куда вовлекла всех женщин из Взятых (четыре) и Меняющего Облик, якобы для восстановления Властелина.
- Меняющий Облик (Оборотень) — огромный, волосатый и вонючий. Часто ходит с посохом в виде вытянутого тела красивой женщины — его жены, которую он заколдовал, после её измены. Обладает способностью превращаться в любое существо. Был первым из Поверженных, кто пал. Был убит Одноглазым и Отрядом на Юге, после сражения с Зовущей Бурю.
- Луноглотатель (Луногрыз) — внешний вид неизвестен. Погиб из-за интриг других Взятых во время осады Башни Госпожи.
- Несущая Бурю (Несущий Шторм) — женщина. Очень хорошо управляет погодой. Инсценирует свою смерть в первом романе, но впоследствии пересекается с Отрядом снова. Убита Чёрным отрядом после серьёзных ранений, полученных от Меняющего Облик.
- Безликий — он же Безымянный. Известно, что у него изуродовано лицо. Погиб из-за интриг других Взятых во время осады Башни Госпожи.
- Повешенный — Поразительно высокий и тощий. Голова у него была постоянно склонена набок, а шея разбухшая и посиневшая после укуса петли. На лице застыло выражение человека, умершего от удушья." Был смертельно ранен Твердецом, после чего, не получив помощи от других взятых, скончался.

Из-за того, что Взятые провели несколько веков в могиле, большинство из них похожи на полуразложившиеся трупы, из-за чего многие стараются скрывать внешность, нося маски (не выглядят как зомби те из них, кто использует магию для изменения облика). Все Десять как бы погибли ближе к концу книги, но затем мы узнаем, что многие из них лишь инсценировали свою смерть.

### Круг Восемнадцати
Совет из магов средней руки, выступающих на стороне повстанцев за свержение власти Леди. Генералы повстанцев.
- Загребущий (или Кочерга) - попался на спланированную операцию Душелова. Был убит Вороном и Костоправом.
- Шёпот (Шелест) — одна из самых талантливых генералов армии мятежников. Входила в Круг Восемнадцати. Во время встречи с Хромым была захвачена в плен и обращена Госпожой в одну из Взятых. Командовала войсками Империи в битве при Чарах. Погибла вскоре после победы над Властелином в Курганье, после того как Госпожа лишилась своей силы.
- Твердец — могущественный колдун, военачальник повстанцев. Шурин Кочерги. Погиб в результате нападения Душелова, Повешенного, Меняющего и их людей. Также в охоте на Твердеца принимали участие Костоправ и Ворон. Твердец успел убить Повешенного прежде чем был зарублен солдатами Душелова.
- Странник — муж Пера. Был захвачен в плен Чёрным Отрядом и впоследствии обращён Госпожой во Взятого. Странник погиб в Весле, во время атаки Хромого.
- Перо — жена Странника. Была обращена Госпожой во Взятую. Убита при осаде чёрного замка в Арче.
- Мотылёк - погиб в результате вылазки Меняющего во время штурма Лестницы Слёз.
- Робкий - был тяжело ранен во время вылазки Меняющего при штурме Лестницы Слёз, дальнейшая судьба неизвестна. Возможно погиб.
- Медлительный - погиб в результате вылазки Меняющего во время штурма Лестницы Слёз.
- Пакет - ходили слухи, что он покончил с собой в Эйде, чтобы его не захватил в плен Костоглод.
- Борода - погиб в первый день штурма пирамиды.
- Верёвочник - погиб в первый день штурма пирамиды.
- Тамариск - погиб в первый день штурма пирамиды.
- Пустяк - Женщина, была окружена, когда Шёпот взяла Ржу, не было свидетелей её смерти. Возможно стала одной из новых взятых.
- Стойкий — племянник Твердеца. В 491 году Взятый по имени Крадущийся в горах Форсберга захватил в плен Стойкого. Дальнейшая судьба неизвестна

### Новые Взятые
После уничтожения большей части Первых Десяти Взятых, Госпожа создаёт новых 
- Шёпот (Шелест) — первая из новых Взятых. Была Взята, т.к. была самым талантливым генералом повстанцев.
- Странник — муж Пера. Погиб в Курганье, когда Госпожа потеряла Силу (как и все прочие новые Взятые). Следует учитывать издержки перевода - Journey (Странник, муж Пера) не имеет никакого отношения к погибшему при нападении Хромого (Limper) на город Весло (Oar) эмиссара Башни Exile (Изгнанник).
- Перо — жена Странника. Убита при осаде чёрного замка в Арче.
- Благодетель — стал главнокомандующим в Рже.
- Волдырь — стал главнокомандующим в Шмяке, возможно женщина, обладающая способностью к некромантии. Был развоплощен на Равнине при попытке убить Госпожу.
- Аспид — стал главнокомандующим в Стуже.
- Ученый  - стал главнокомандующим в Руте.
- Ехидный  - стал главнокомандующим в Лузге, возможно женщина, обладающая способностью к некромантии. Был развоплощен на Равнине при попытке убить Госпожу.

## Издания
Наиболее известные издания на русском языке:
- издательством «Северо-запад» (далее СЗ) в 1993-94 годах было выпущено только 2 первых книги (обе в переводе М. Шведова)
- в 1997—2001 годах 10 написанных на тот момент книг были выпущены издательством «Terra Fantastica» (далее TF), переводчики[2]: А. Новиков (С1, СК4); И. Васильева (С2); Д. Смушкович (С3); М. Петрунькина (С4); Д. Старков (Ю1, СК1); Е. Прияткина и Е. Лихачева (Ю2); В. Волковский (СК2); Б. Жужунава (СК3).
- 2000—2001 года, переиздание АСТ + Terra Fantastica, серия «Золотая серия фэнтези»
- 2008 год, переиздание АСТ, серия «Век дракона 2»
- 2018-2019 года, издательством Азбука в серии «Звёзды новой фэнтези» выпущены первые 10 романов цикла в виде четырёх сборников.

## Экранизация
В 2017 году студия IM Global Television запустила в производство сериал по мотивам книг «Чёрный отряд», включая не вышедшую на тот момент «Портал Теней»  (англ. Port of Shadows). Над сериалом должны были работать студии Phantom Four продюсера Дэвида С. Гойера («Тёмный рыцарь») и Boston Diva Productions актрисы Элизы Душку («Баффи — истребительница вампиров», «Кукольный дом»). Душку выступала в качестве продюсера проекта и собиралась исполнить роль Госпожи.